# Свято-Троицкий собор (Бахмут)
Свято-Троицкий собор - исторический памятник в городе Бахмут. Построен в 1746 г.

## История
Свято-Троицкий собор был реконструирован во 2-й половине 19 века.
В 1768-1769 годах Свято-Троицкий собор посещал Емельян Пугачев.
В 1825 г. собор посещал Император Всероссийский Александр I
В 1929 г. перед празднованием годовщины Октябрьской революции Свято-Троицкий собор был закрыт и частично разрушен.
В 1931 году Свято-Троицкий собор был закрыт.
В годы Великой Отечественной войны с разрешения оккупационных властей собор снова был открыт. Местные жители начали восстанавление храма.
Разрушен в 1969 году, в ходе хрущевской антирелигиозной компании (снесён).

## Другие факты
Свято-Троицкий собор стал первым каменным храмом в городе.
Иконостас собора обошёлся бахмутским властям в 14 000 рублей.
Колокола собора весили более 6 тонн.

## Восстановление
В 2000-х годах была зарегистрирована община, проявившая желание возродить разрушенный собор.